# Az Zawiyah (stad)
Az Zawiyah, ook bekend onder de namen Ez Zawia, Zawia, Ez of Al Zawiyah, Zawiya, Zauia of Az Zawiyah Al Gharbiyah (Arabisch: الزاوية; Az Zāwiyah; "de zaouïa"), is een stad in het noordwesten van Libië aan de Middellandse Zeekust op ongeveer 40 kilometer ten westen van de hoofdstad Tripoli in de regio Tripolitanië. Az Zawiyah is de grootste stad van de gemeente Az Zawiyah. Bij de volkstellingen van 1973 en 1984 had de stad respectievelijk 39.382 en 91.603 inwoners.
Bij de stad ligt de op een na grootste olieraffinaderij van het land, die in 1974 werd gebouwd en een capaciteit heeft van 120.000 vaten olie per dag. In 2006 werd door de Libische overheid een project ingezet om de capaciteit met 24% te vergroten.
Ten noorden van de stad, langs de kustweg, ligt een van de grootste aaneengeschakelde autosloperijen in Afrika.
Door zijn strategische ligging speelde Az Zawiyah een belangrijke rol in de opstand in Libië in 2011. Bij verschillende hevige gevechten tussen opstandelingen en pro-Qadhafi-strijders vielen in februari en maart al tientallen doden. Rebellen namen de stad in, maar op 10 maart viel Az Zawiyah weer in overheidshanden. In augustus 2011 werd er weer hevig gevochten in en om de stad. Op 20 augustus hadden opstandelingen het centrum van de stad in handen. Opnieuw was er sprake van vele doden en van uitgebreide schade.